# Fluoborite
La fluoborite (simbolo IMA: Fbo) è un minerale della classe dei borati con composizione Mg3(BO3)(F,OH)3.

## Etimologia e storia
La fluoborite è stata chiamata così nel 1926 da Per Geijer in allusione alla sua composizione, che contiene sia fluoro che boro; è stata scoperta a Tallgruvan, nel villaggio di Kallmora, a Norberg, (Västmanland, Svezia), che è la sua località tipo, mentre il suo campione tipo è conservato presso il Museo svedese di storia naturale a Stoccolma in Svezia..
Un'altra località tipo è la miniera di Huerta del Vinagre, in Spagna.
Nella tufara di Fiano a Nocera Inferiore fu scoperto nel 1881 dal geologo Arcangelo Scacchi un minerale a cui si diede il nome di nocerite, in seguito riconosciuta essere identica alla fluoborite.

## Chimica
La formula empirica della fluoborite è:
- {\displaystyle {\ce {Mg_{3,02}(BO_3)_{0,98}F_{2,29}(OH)_{0,71}}}}

dove il magnesio è presente come ossido di magnesio (MgO) per il 60,07% in peso, l'ossido di zinco (ZnO) per il 2,41%, il monossido di manganese (MnO) per l'1,93%, l'ossido di calcio (CaO) per l'1,19% in peso, l'anidride borica (B2O3) per il 17,25% in peso, l'anidride carbonica (CO2) per l'1,36% e il fluoro (F) per il 14,60%

## Classificazione
Secondo la Classificazione Nickel-Strunz, la fluoborite appartiene alla classe "6. Borati" e da lì alla sottoclasse "6.A Monoborati", cha a sua volta è suddivisa in base alla presenza o meno di anioni aggiuntivi, motivo per cui la si trova nella più finemente suddivisa sottoclasse "6.AB BO3, con anioni aggiuntivi; 1(D) + OH, ecc." dove forma il gruppo 6.AB.50 insieme alla hydroxylborite.
Nella classificazione secondo Dana la fluoborite è classificata nel gruppo "Borati anidri contenenti idrossili o alogeni" e da lì nella sottoclasse dei "monoborati".

## Abito cristallino
La fluoborite cristallizza nel sistema esagonale nel gruppo spaziale P63/m (gruppo nº 176); i suoi parametri reticolari sono a = 8,8612(12) Å e c = 3,1021(6) Å e possiede 3 unità di formula per cella unitaria.

## Caratteristiche chimico-fisiche
La durezza della fluoborite sulla scala di Mohs è 3,5. È isostrutturale con l'idrossilborite, di cui è l'analogo con il fluoro, e con la quale forma una serie di soluzioni solide..
Il minerale è solubile in acido fluoridrico (HF).

## Origine e giacitura
La fluoborite è stata scoperta a Tallgruvan in Svezia, dove di solito si trova associato ad altri minerali come la ludwigite e la condrodite. È stata descritta in diversi Paesi, anche se i depositi di questo minerale sono scarsi, per esempio in Italia è stata rivelata ad Albano Laziale presso i Colli Albani (provincia di Roma) e nella Cava di San Vito nei pressi di Ercolano (Monte Somma, provincia di Napoli).
La fluoborite è stata trovata anche a Crystal Lake Road nel distretto di Bancroft (Ontario, Canada).
È un raro minerale idrotermale che si trova negli skarn sviluppati in rocce di magnesio metamorfizzate ricche di boro.